# A. H. Riise

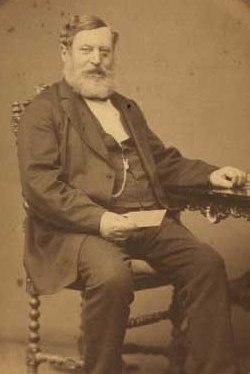
A.H. Riise um 1870

Albert Heinrich Riise (* 11. September 1810 in Ærøskøbing; † 18. Oktober 1882 in Frederiksberg) war ein dänischer Apotheker und Fabrikant.

## Karriere

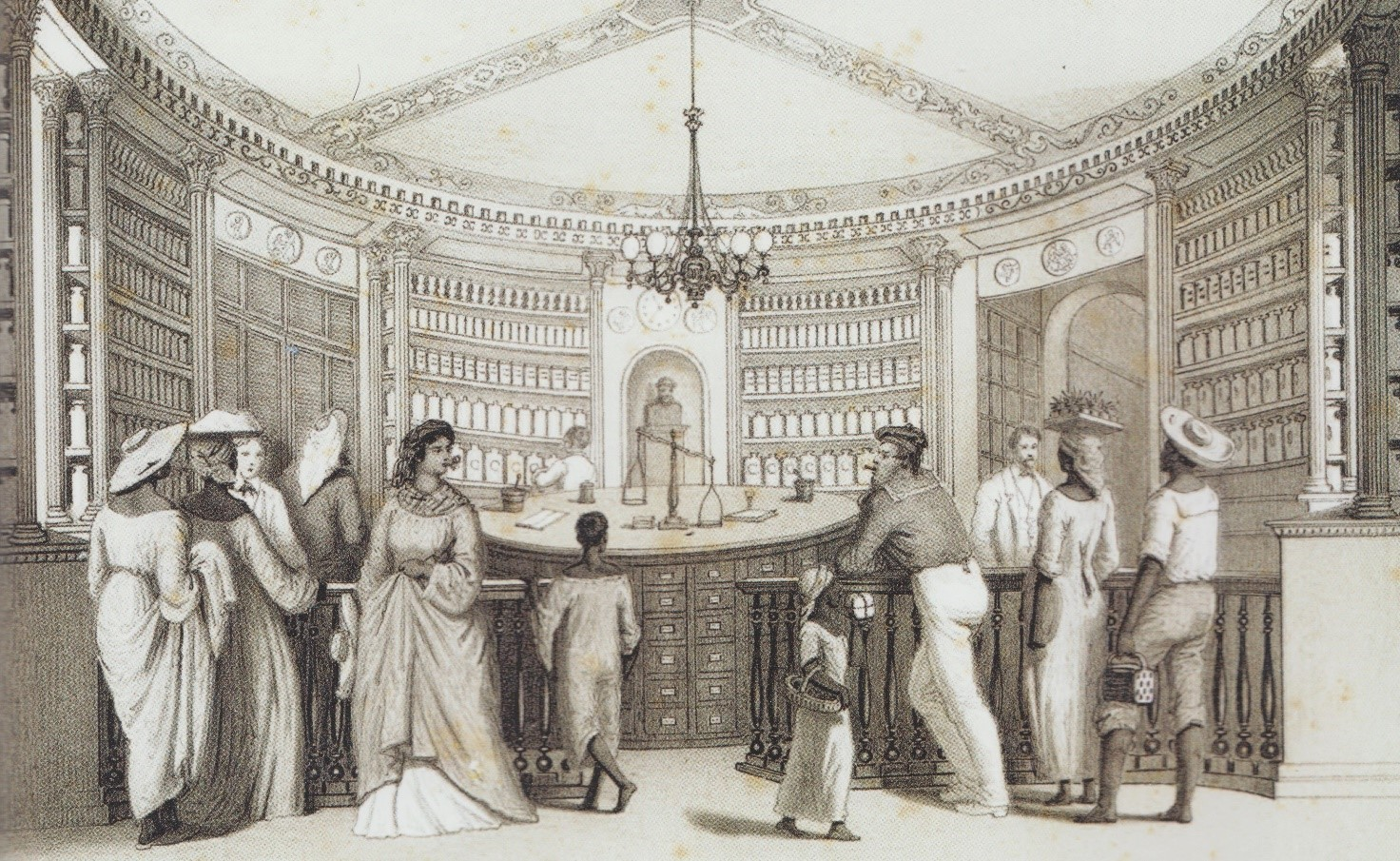
Riises Apotheke in Charlotte Amalie

Riise war der Sohn des Kapitäns und Kaufmannes Jens Christian Riise (1773–1814) und dessen Frau Margrethe Elisabeth Krabbe (1779–1869). Der Vater starb auf See, als sein Schiff in einen Sturm geriet. Nach der Schule machte er eine Lehre in der Apotheke von Ærøskøbing und von 1825 bis 1830 arbeitete er in der Apotheke in Fåborg. Danach reiste er nach Kopenhagen, wo er 1832 graduierte. Während er weiterhin Botanik und Chemie studierte, arbeitete er gleichzeitig in verschiedenen Apotheken der Hauptstadt.
Der lange gehegte Wunsch, die Westindischen Inseln zu besuchen, wurde 1838 erfüllt, als er das Privileg erlangte, als Apotheker auf den dänischen Westindischen Inseln zu arbeiten. Bei seiner Ankunft in St. Thomas arbeitete er zuerst in einer Arztgemeinschaft. Im folgenden Jahr gründete er gemeinsam mit einem Arzt eine eigene Apotheke. Im Jahr 1843 zahlte er seinen Partner aus und wurde einziger Besitzer der Apotheke. Die Geschäfte liefen gut, das Unternehmen wuchs. Riise reiste unter anderem in die Vereinigten Staaten und nach Trinidad.
Ausgestattet mit einem großen Vorrat aller Arten von Waren, vor allem pharmazeutischen Produkten, wurde die St. Thomas-Apotheke auf den umliegenden karibischen Inseln bekannt.
Riise zeigte ein lebhaftes Interesse an der Botanik und nutzte die Pflanzen und Tiere der Karibik zur Herstellung von pharmazeutischen, kosmetischen und alkoholischen Erzeugnissen.

## Hersteller von Rum
Unter anderem war der seinerzeit bekannte Riise's Bay Rum (eine Art Duftwasser/Parfüm) maßgeblich am späteren Wohlstand von A.H. Riise beteiligt. A.H. Riise war auch ein Pionier bei der Destillation und dem Verkauf von Rum und Bitter von den Westindischen Inseln, die damals als Medizin gegen Magenleiden und bei anderen gesundheitlichen Problemen eingesetzt wurden. A.H. Riise hatte mit seinem Rum von den Westindischen Inseln viel Erfolg. Er exportierte ihn in mehrere Kontinente, wobei Riises Rum sich insbesondere in seinem Heimatland Dänemark größter Beliebtheit erfreute.
Riise exportierte seinen Rum unter verschiedenen Marken, darunter Old St. Croix Brand, Riises Guava Rum und A.H. Riise Rum. Unter der Marke A.H. Riise wird bis heute von der Dansk-Vestindisk Rom Kompagni karibischer Rum vermarktet.
Im Laufe der Jahre wurde der Rum von A.H. Riise mehrfach ausgezeichnet und gewann Medaillen bei mehreren Wettbewerben und Ausstellungen. Die erste Auszeichnung wurde Riise im Jahre 1893 auf der Kolumbianischen Weltausstellung in Chicago verliehen.

## Zurück in Dänemark
Als es 1868 Epidemien von Cholera, Gelbfieber und Pocken gab, entschied sich die Familie, für ein Jahr nach Dänemark zu reisen. Nachdem das Jahr vorüber war, entschied sie sich jedoch zu bleiben. Die Apotheke auf St. Thomas wurde einem Assistenten übergeben, der eine von Riises Töchtern heiratete. Ein Sohn aus dieser Verbindung wurde später ein Apotheker in Ærøskøbing.
Albert Riise kaufte in der Frederiksberg Allée die Villa Alleenlyst, die er nach St. Thomas umbenannte. Nach dem Tod von Riise 1882 wurde die Villa verkauft und 1900 abgebrochen. Der Ort ist heute als „St. Thomas Square“ bekannt.
Albert Riise war auch Direktor der „Bank von St. Thomas“ und wurde zum Ritter von Dannebrog, Ritter des schwedischen Ordens von Wasa, 1868 zum Justizrat und 1878 zum Etatsråd ernannt.
Er ist auf dem Friedhof Solbjerg Park begraben. An seinem Geburtsort in Ærøskøbing wurde eine Gedenkplakette angebracht.

## Persönliches Leben
Am 27. Januar 1842 heiratete er in Frederiksted auf der Insel Saint Croix Henriette Marie Worm (1821–1889). Das Paar hatte 13 Kinder, darunter den Fotografen Frederik Riise.